# کریس بیلی
کریس بیلی (انگلیسی: Chris Billy؛ زادهٔ ۲ ژانویهٔ ۱۹۷۳) بازیکن فوتبال اهل بریتانیا است.
از باشگاه‌هایی که در آن بازی کرده‌است می‌توان به باشگاه فوتبال اوست تاون، باشگاه فوتبال بری، باشگاه فوتبال کارلایل یونایتد، باشگاه فوتبال پلیموث آرگیل، باشگاه فوتبال هادرزفیلد تاون، و باشگاه فوتبال نوتس کانتی اشاره کرد.